# Lampertia pulchra
Lampertia pulchra är en spindelart som beskrevs av Embrik Strand 1907. Lampertia pulchra ingår i släktet Lampertia och familjen krabbspindlar.
Artens utbredningsområde är Madagaskar. Inga underarter finns listade i Catalogue of Life.